# Расница
Расница је насеље Града Пирота у Пиротском округу. Према попису из 2022. има 262 становника (према попису из 2002. било је 391 становника).

## Историја
После паљења села (од Турака) Средорек преживели су побегли даље од Цариградског друма и даље од равнице (Турци су се насељавали близу пута и у равници). Једна група се населила поред Расничке реке (данашње Селиште) а друга поред извора Ропотске реке (Ропотово). Када су прилике дозволиле спустили су се на ободу равнице (прво из Селишта а онда и из Ропотова) и почели да се насељавају поред извора и у близини већ постојеће цркве и том селу су дали име Расница. Селиште и Ропотово су била насеља где су фамилије живеле у заједници, а те заједнице су биле удаљене једна од друге, а Расница је постало насеље где су те заједнице биле близу и згуснуте . Кроз село пролази кружни пут а куће су направљене са обе стране пута. У средини села је фудбалско игралиште (Селсће градине) где игра сеоски клуб "Слобода". 
У селу је поред мале направљена (започета 1906. а завршена 1908.) нова црква.
Храм светих лекара Козме и Дамјана у Расници подигнут је у част првих лекара реновиран 2017.године. Сеоска слава су Свети Врачи (Светиврачи). Осим цркве направљен је и црквени дом са школом и управом.
Основна школа на два нивоа је направљена 1948-49. и ту су школу од 5. до 8. разреда похађала деца из 6 суседних села (Барје Чифлик, Блато, Костур, Пасјач, Сиња Глава и Расница).
Црквена и општинска евиденција (Месна канцеларија) су чуване у селу као што су и пружане основне услуге. У селу је постојала библиотека, продавница и млекара. Струја је прикључена 1958. године, вода1972., пут је асфалтиран 1974. а телефон прикључен 1982.
Кроз село протиче Расничка река на којој је било 14 воденица, а село је насељавало 25 фамилија (у оквиру једне фамилије постоји више породица које често не деле исто презиме). Становници се углавном баве пољопривредом, сточарством и занатством, а најчешће комбинацијом ових занимања.
Расница је 1879. године имала 82 куће са 540 житеља, међу њима су три писмена човека, а број пореских глава износи 124.
У месту је 1896. године радила четвороразредна основна школа са 106 ученика. То је далеко највећи број ђака у околини.
Овде се налазе Расничка врела.

## Демографија
У насељу Расница живи 343 пунолетна становника, а просечна старост становништва износи 50,3 година (48,3 код мушкараца и 52,5 код жена). У насељу има 141 домаћинство, а просечан број чланова по домаћинству је 2,77.
Ово насеље је великим делом насељено Србима (према попису из 2002. године), а у последња три пописа, примећен је пад у броју становника.
|  |

| Демографија | Демографија | Демографија |
| Година      | Становника  | Становника  |
| ----------- | ----------- | ----------- |
| 1948.       | 1.120       |             |
| 1953.       | 1.088       |             |
| 1961.       | 930         |             |
| 1971.       | 725         |             |
| 1981.       | 603         |             |
| 1991.       | 472         | 468         |
| 2002.       | 391         | 391         |

| Етнички састав према попису из 2002.‍ | Етнички састав према попису из 2002.‍ | Етнички састав према попису из 2002.‍ | Етнички састав према попису из 2002.‍ | Етнички састав према попису из 2002.‍ |
| ------------------------------------ | ------------------------------------ | ------------------------------------ | ------------------------------------ | ------------------------------------ |
|                                      |                                      |                                      |                                      |                                      |
| Срби                                 | Срби                                 |                                      | 389                                  | 99,48%                               |
| Албанци                              | Албанци                              |                                      | 1                                    | 0,25%                                |
| непознато                            | непознато                            |                                      | 1                                    | 0,25%                                |

| Година пописа     | 1948. | 1953. | 1961. | 1971. | 1981. | 1991. | 2002. |
| ----------------- | ----- | ----- | ----- | ----- | ----- | ----- | ----- |
| Број домаћинстава | 200   | 207   | 214   | 192   | 179   | 157   | 141   |

| Број чланова      | 1  | 2  | 3  | 4  | 5 | 6  | 7 | 8 | 9 | 10 и више | Просек |
| ----------------- | -- | -- | -- | -- | - | -- | - | - | - | --------- | ------ |
| Број домаћинстава | 34 | 46 | 20 | 17 | 9 | 14 | 0 | 1 | 0 | 0         | 2,77   |

| Пол    | Укупно | Неожењен/Неудата | Ожењен/Удата | Удовац/Удовица | Разведен/Разведена | Непознато |
| ------ | ------ | ---------------- | ------------ | -------------- | ------------------ | --------- |
| Мушки  | 183    | 46               | 113          | 18             | 5                  | 1         |
| Женски | 168    | 13               | 115          | 37             | 2                  | 1         |
| УКУПНО | 351    | 59               | 228          | 55             | 7                  | 2         |

| Пол    | Укупно                    | Пољопривреда, лов и шумарство | Рибарство                            | Вађење руде и камена | Прерађивачка индустрија       |
| ------ | ------------------------- | ----------------------------- | ------------------------------------ | -------------------- | ----------------------------- |
| Мушки  | 74                        | 13                            | 0                                    | 0                    | 34                            |
| Женски | 34                        | 5                             | 0                                    | 0                    | 19                            |
| УКУПНО | 108                       | 18                            | 0                                    | 0                    | 53                            |
| Пол    | Производња и снабдевање   | Грађевинарство                | Трговина                             | Хотели и ресторани   | Саобраћај, складиштење и везе |
| Мушки  | 0                         | 13                            | 1                                    | 1                    | 1                             |
| Женски | 0                         | 2                             | 1                                    | 1                    | 0                             |
| УКУПНО | 0                         | 15                            | 2                                    | 2                    | 1                             |
| Пол    | Финансијско посредовање   | Некретнине                    | Државна управа и одбрана             | Образовање           | Здравствени и социјални рад   |
| Мушки  | 0                         | 1                             | 4                                    | 2                    | 0                             |
| Женски | 0                         | 0                             | 0                                    | 2                    | 3                             |
| УКУПНО | 0                         | 1                             | 4                                    | 4                    | 3                             |
| Пол    | Остале услужне активности | Приватна домаћинства          | Екстериторијалне организације и тела | Непознато            | Непознато                     |
| Мушки  | 0                         | 0                             | 0                                    | 4                    | 4                             |
| Женски | 0                         | 0                             | 0                                    | 1                    | 1                             |
| УКУПНО | 0                         | 0                             | 0                                    | 5                    | 5                             |

## Галерија
- Поглед са брда
- Део села
- Школа
- Улица
- Кућа
- Куће
- Поглед
- Расничка река
- Расничка река у Расници